# Un horitzó molt llunyà
Un horitzó molt llunyà (títol original en anglès, Far and Away) és una pel·lícula estatunidenca dirigida per Ron Howard i protagonitzada per Tom Cruise i Nicole Kidman. S'ha doblat al català.
Es va estrenar el 22 de maig del 1992 als Estats Units. Tenia un pressupost inicial de 32 milions de dòlars, aconseguint recaptar un total de 137.783.840 dòlars. La pel·lícula es va presentar al Festival de Cannes el 1992.

## Arguments
A mitjans del segle xix, Joseph Donnelly malviu amb els seus dos germans del cultiu d'unes terres propietat, com tota la comarca, del poderós senyor Christie. Quan el pare de Joseph mor en un accident provocat pels homes de Christie, el jove decideix venjar-se'n, però no ho aconsegueix. Poc després, per evitar el duel, emigra a Amèrica, coincidint al vaixell amb Shannon, la bella filla de Christie. Només arribar a Boston (Estats Units), a Shannon li roben les culleres de plata que portava, amb la intenció de vendre-les, motiu pel qual es queda sense diners; és llavors quan Joseph decideix protegir-la fent-se passar pel seu germà.

## Repartiment
| Intèrpret       | Personatge       |
| --------------- | ---------------- |
| Tom Cruise      | Joseph Donnelly  |
| Nicole Kidman   | Shannon Christie |
| Thomas Gibson   | Stephen Chase    |
| Robert Prosky   | Daniel Christie  |
| Barbara Babcock | Nora Christie    |
| Cyril Cusack    | Danty Duff       |
| Eileen Pollock  | Molly Kay        |
| Colm Meaney     | Kelly            |
| Clint Howard    | Flynn            |
| Rynagh O'Grady  |                  |